# Saint-Michel-en-Beaumont
Saint-Michel-en-Beaumont település Franciaországban, Isère megyében. Lakosainak száma 32 fő (2022. január 1.). Saint-Michel-en-Beaumont Les Côtes-de-Corps, Entraigues, Saint-Laurent-en-Beaumont, Sainte-Luce, La Salette-Fallavaux, La Salle-en-Beaumont és Valbonnais községekkel határos.

## Népesség
A település népessége az elmúlt években az alábbi módon változott:
| Lakosok száma | 65   | 48   | 30   | 35   | 34   | 31   | 31   | 31   | 31   | 32   |
|               | 1968 | 1982 | 1990 | 2006 | 2013 | 2015 | 2017 | 2019 | 2020 | 2022 |